# Холленштайн-ан-дер-Ибс
Холленштайн-ан-дер-Ибс (нем. Hollenstein an der Ybbs) — город в Австрии, в федеральной земле Нижняя Австрия.
Входит в состав округа Амштеттен. Площадь города составляет 126,42 км², население — 1674 человека (1 января 2021), плотность населения — 13 чел./км². Официальный код — 30516.

## Население
| Год  | Численность |
| ---- | ----------- |
| 1869 | 2477        |
| 1889 | 2128        |
| 1890 | 1980        |
| 1900 | 2058        |
| 1910 | 2168        |
| 1923 | 2242        |
| 1934 | 2181        |
| 1939 | 2297        |
| 1951 | 2132        |
| 1961 | 2158        |
| 1971 | 2149        |
| 1981 | 1993        |
| 1991 | 1948        |
| 2001 | 1907        |
| 2011 | 1733        |
| 2021 | 1674        |

## Политическая ситуация
Бургомистр коммуны — Франц Гратцер по результатам выборов 2005 года.
Совет представителей коммуны (нем. Gemeinderat) состоит из 19 мест.

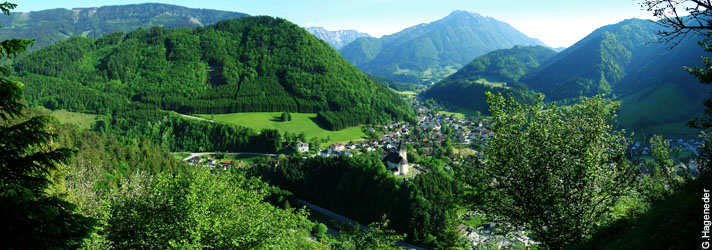
Холленштайн-ан-дер-Ибс — панорама.

- СДПА занимает 12 мест.
- АНП занимает 7 мест.